# Ben Carter
Ben Joshua Carter (in ebraico בן ג'ושוע קרטר‎?; Tel Aviv, 22 agosto 1994) è un cestista statunitense con cittadinanza israeliana.